# Adelbert Ames
Pour les articles homonymes, voir Ames (homonymie).
Adelbert Ames (31 octobre 1835 - 12 avril 1933) est un marin, soldat et homme politique américain. Il servit avec distinction comme général de l'Armée de l'Union pendant la guerre de Sécession.
Républicain radical et Carpetbagger (littéralement « porteur de sac en tapis », Nordiste venu s'installer dans le Sud après la guerre), il fut gouverneur militaire, sénateur et gouverneur civil du Mississippi pendant la Reconstruction qui suivit la guerre. En 1898, pendant la guerre hispano-américaine, il reprit du service comme général de l'armée de terre des États-Unis.
Ames fut le dernier général de la guerre de Sécession à mourir, à 97 ans, en 1933.

## Début de sa vie et de sa carrière
Adelbert Ames est né en 1835 à Rockland, ville du Maine située dans le comté de Knox. Il était le fils de Jesse Ames, capitaine de la marine marchande.
Adelbert Ames devint marin et même second capitaine sur un clipper. Il servit aussi brièvement sur le navire de son père. Le 1er juin 1856, il entra à l'Académie militaire de West Point, où il était encore en 1861, lorsque débuta la guerre de Sécession.

## Service pendant la guerre de Sécession
Ames est diplômé de l'Académie militaire de West Point le 6 mai 1861, sortant cinquième sur une promotion de 45 élèves. À cette même date, on lui attribue le grade de second-lieutenant dans le second bataillon d'artillerie de l'armée des États-Unis. Huit jours plus tard, il est promu premier-lieutenant et est nommé dans le cinquième régiment d'artillerie.

Le 15 juin 1861, il obtient une commission de lieutenant dans le 4th Maine Infantry, sous les ordres du colonel Hiram Gregory Berry, mais celle-ci n'est pas acceptée par le département à la guerre. Pendant la première bataille de Bull Run en juillet de la même année, il fut sérieusement blessé à la cuisse droite mais refusa de déposer les armes. Il reçut un brevet de commandant (Major) le 21 juin 1861 pour son action pendant la bataille de Bull Run. En 1893, Ames reçut également la Médaille d'honneur pour tout ce qu'il y avait accompli. La citation est la suivante : 

« Resté sur le champ au commandement d'une section de la batterie de Griffin, dirigeant son feu après avoir été grièvement blessé et en refusant de quitter le terrain jusqu'à ce qu'il soit trop faible pour s'asseoir sur le caisson où il avait été placé par les hommes sous son commandement. »

Reprenant son service le printemps suivant, Ames fut chargé de défendre Washington. Il combattit par la suite dans la campagne de la Péninsule et vit le feu lors du siège de Yorktown du 5 avril au 4 mai 1862, de la bataille de Gaines's Mill le 27 juin et de la bataille de Malvern Hill en juillet. Le général Hiram G. Berry mentionne attitude les de la bataille de Malvern Hill dans une lettre du 17 juillet 1862. À Malvern Hill, le colonel Henry Jackson Hunt, alors chef de l'armée du Potomac, fit l'éloge de sa conduite et il fut promu lieutenant colonel à titre honorifique le 1er juillet.
Bien qu'il fût devenu un excellent artilleur, il réalisa que seule l'infanterie permettrait d'obtenir des promotions intéressantes. Il retourna dans le Maine et, grâce à des relations politiques, il fut nommé, le 20 août 1862, au commandement d'un régiment d'infanterie à mettre sur pied, le 20e régiment d'infanterie volontaire du Maine}.
Le 20e régiment du Maine combattit lors de la campagne du Maryland mais il vit très peu le feu lors de la bataille d'Antietam le 17 septembre faisant, à ce moment, partie d'un corps de réserve.
Lors de cet hiver, le 13 décembre, alors que l'Union subissait une défaite lors de la bataille de Fredericksburg, Ames était à la tête de son régiment dans l'une des dernières attaques contre Marye's Heights. En mai 1863, pendant la campagne de Chancellorsville, Ames s'engagea comme volontaire pour être aide de camp auprès du major-général George G. Meade, qui commandait alors le 5e corps. Probablement à la suite de cette fonction et grâce à sa proximité avec le très influent Meade, Ames fut promu Général de brigade de l'armée de l'Union le 20 mai 1863, deux semaines après la bataille de Chancellorsville.
Ames prit en main les commandes d'une brigade dans le 11e corps de l'armée du Potomac, renonçant à sa fonction de commandant du 20e Régiment du Maine en faveur du lieutenant-colonel Joshua Lawrence Chamberlain qui allait bientôt conduire le régiment vers la gloire lors de la bataille de Gettysburg en juillet de cette même année.
Bien que sa propre expérience à Gettysburg ne lui ait pas permis d'atteindre la gloire que Chamberlain lui-même obtint lors de ses opérations, Ames remplit sa mission avec succès dans des circonstances difficiles.

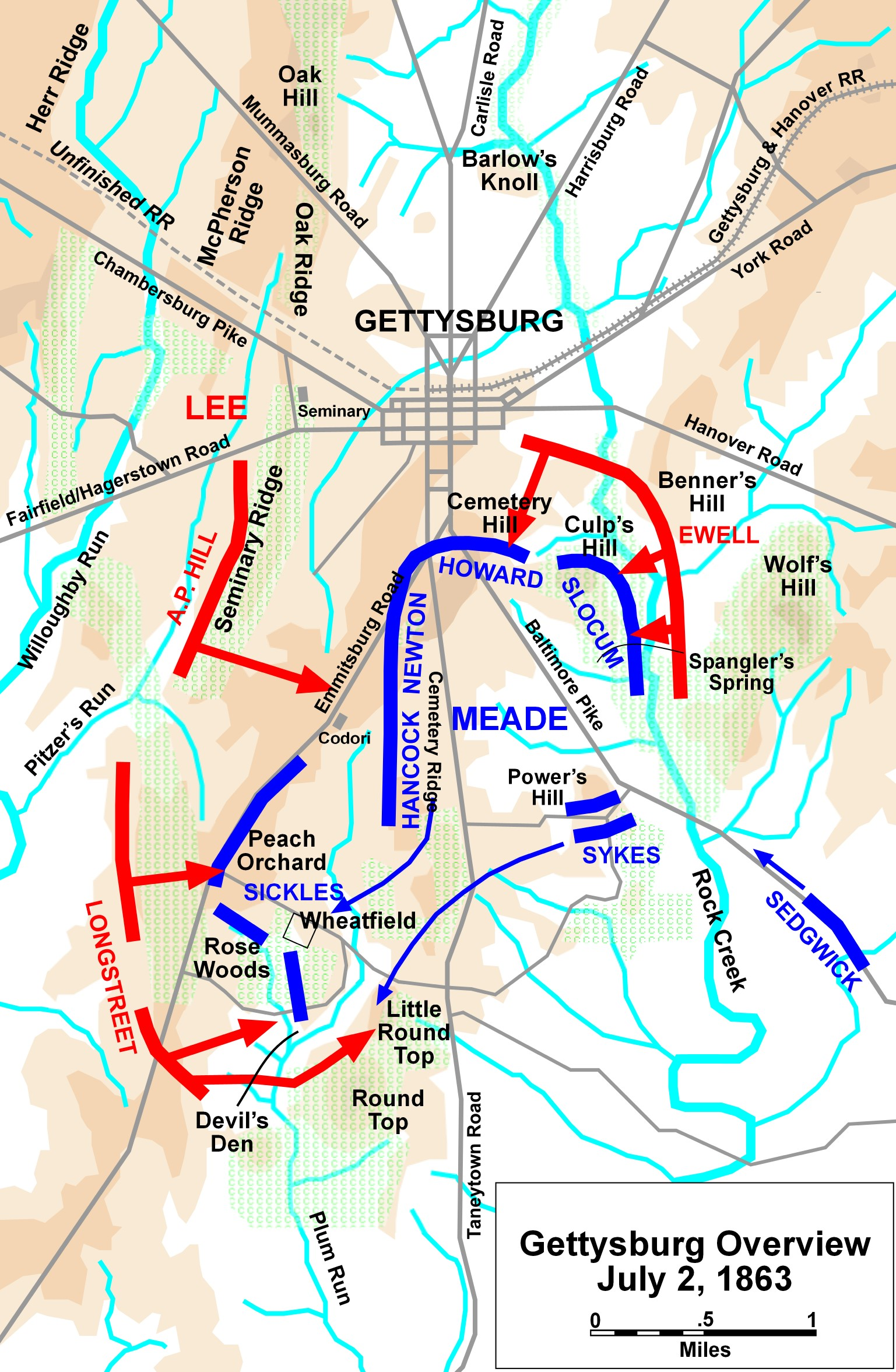
Bataille de Gettysburg, 2 juillet
Confédération
Union

Le 1er juillet 1863, pendant l'attaque menée par Richard Stoddert Ewell, alors lieutenant général des États confédérés, le brigadier général Francis C. Barlow, commandant de la division d'Ames, déplaça son régiment au devant d'autres soldats du 11e Corps pour se retrouver au sommet d'une petite colline maintenant connue sous le nom de « monticule de Barlow » (Barlow's Knoll). Cette position saillante fut rapidement dépassée et Barlow fut blessé et capturé. Ames prit les commandes de la division et fit battre en retraite l'ennemi à travers les rues de Gettysburg pour finalement se poster sur une colline appelée Cemetery Hill.
Le 2 juillet, le deuxième jour de la bataille, la division meurtrie que dirigeait Ames essuya le plus fort de l'attaque lancée par le major général Jubal Anderson Early à l'est de Cemetery Hill, mais fut capable de garder la position cruciale avec l'aide des unités présentes aux alentours. Un moment donné, Ames lui-même participa aux combats corps à corps. Après la bataille, les hommes du 20e Régiment du Maine offrirent à Ames leur drapeau de guerre en témoignage de l'estime qu'ils avaient pour lui.
Après la bataille, Ames retourna vers le commandement de brigade et fut promu à titre honorifique au rang de colonel dans l'armée régulière. Sa division, obéissant aux ordres du Brigadier Général George Henry Gordon, fut transférée au Département militaire du Sud où il servit en Caroline du Sud et en Floride.
En 1864, la division d'Ames, faisant maintenant partie du 10e Corps de l'Army of the James, servit sous les ordres du Major général Benjamin Franklin Butler lors de la Campagne de Bermuda Hundred et du siège de Petersburg. Plus tard, il allait devenir le gendre de Butler. Cet hiver là, cette division fut réaffectée au 24e corps et fut envoyée en Caroline du Nord.
Pendant les deux années qui suivirent son service dans l'Armée du Potomac, Ames passa du commandement de brigade au commandement de division (et dirigea même deux fois ses corps), bien qu'on puisse généralement l'identifier comme étant commandant de division. Alors commandant de la deuxième division du 24e corps, il mena l'assaut victorieux lors de la bataille de Fort Fisher accompagnant ses hommes jusqu'à la redoutable forteresse côtière où la plupart de ses soldats tombèrent sous les balles de tireurs isolés des forces des États confédérés.
Le 13 mars 1865, il fut promu Major général de l'Armée de l'Union (et brigadier général de l'armée régulière) à titre honorifique pour son rôle dans la bataille.

### Carrière politique dans le Mississippi et au Sénat
En 1868, Ames fut nommé gouverneur provisoire du Mississippi par le Congrès. Il étendit bientôt son autorité au 4e District Militaire qui comprenait les États du Mississippi et de l'Arkansas. Sous son administration, il prit des mesures pour développer les droits en faveur des esclaves libérés, nommant directeur de bureau le premier noir de l'histoire de l'État. Les phénomènes de violence résultant de la conviction qu'avaient les blancs de la supériorité de leur race étaient très fréquents dans l'État du Mississippi, l'un des derniers États à se conformer aux règles imposées par la Reconstruction.
En 1869, pendant qu'Ames était en fonction, une élection générale eut lieu et le corps législatif se réunit au début de l'année suivante.
À la suite de la réadmission de l'État du Mississippi dans l'Union, le corps législatif élut Ames membre du Sénat américain, un poste qu'il occupa du 24 février 1870 au 10 janvier 1874 sous l'étiquette républicaine.
À Washington, Ames rencontra puis épousa le 21 juillet 1870 Blanche Butler (en), fille de son ancien commandant Benjamin Butler devenu un élu de la Chambre des Représentants. Ils eurent six enfants dont Adelbert Ames, Jr. (en) et Butler Ames. Lorsqu'il était sénateur, Ames devint un orateur talentueux, à tel point que même certains de ses opposants du parti démocrate lui reconnurent ce talent.
Au Sénat, Ames fut président du comité du Sénat traitant des projets de loi ratifiés par les deux chambres (U.S. Senate Committee on Enrolled Bills). Élu gouverneur du Mississippi, il abandonna son siège pour assumer ses fonctions.
Ames le Carpetbagger, s'opposa à James Lusk Alcorn, un ancien général des États confédérés devenu un Scalawag (terme péjoratif désignant les sudistes blancs qui se pliaient, le plus souvent par intérêt politique, aux conditions de la Reconstruction imposée par les Républicains nordistes) pour le contrôle du parti républicain, dont la plupart des électeurs étaient noirs. Leur affrontement déchira le parti.
En 1873, tous deux eurent pour ambition de briguer le poste de gouverneur. Ames avait le soutien des radicaux et de la plupart des Afro-Américains, alors qu'Alcorn avait celui des conservateurs blancs et de la plupart des Scalawags. Ames l'emporta avec 69 870 voix contre 50 490 à son adversaire. Une émeute éclata à Vicksburg en décembre 1874 et ce fut le début d'une série de représailles contre bon nombre de partisans républicains, dont la plus grande partie était noire.
Il y eut des discordes à l'intérieur du parti démocrate entre ceux qui voulaient suivre la voie traditionnelle et ceux qui désiraient donner au parti de nouvelles orientations. Mais, avec l'approche des élections de 1875, ils s'unirent et publièrent le « Plan du Mississippi » qui prévoyait une organisation méthodique pour vaincre les Républicains. Des attaques armées menées par deux groupes paramilitaires blancs (les Red Shirts (en) et la White League) contre des activistes républicains prolifèrent et le Gouverneur Ames en appelle au gouvernement fédéral pour obtenir de l'aide, mais elle lui est refusée.
Ce même mois de novembre, les Démocrates réussirent à obtenir un contrôle ferme des deux chambres du corps législatif. Croyant à une fraude électorale et à une intimidation des électeurs, Ames demanda l'intervention du Congrès américain. Après s'être réuni, le corps législatif de l'État rédigea des articles relatifs à une procédure d'impeachment à son encontre et à celle d'autres personnages officiels d'un bout à l'autre de l'État. Il démissionna quelques mois après que le corps législatif eut donné son accord pour renoncer aux articles écrits contre lui.[pas clair]

### Fin de vie

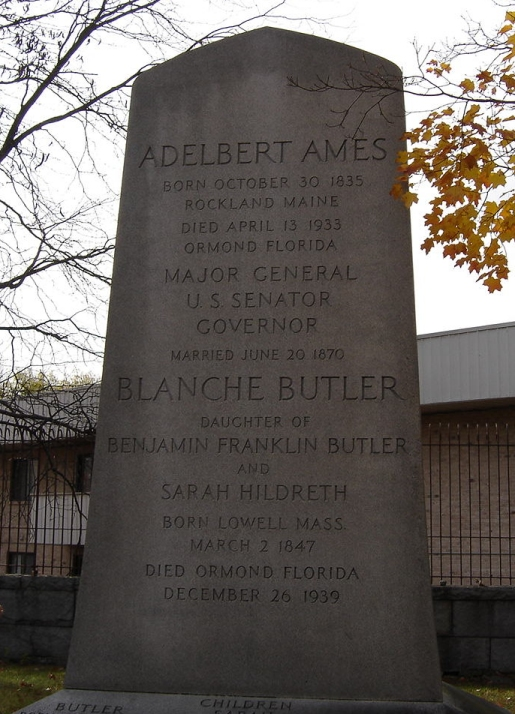
Le monument funéraire du général Ames.

Après avoir quitté ses fonctions, Ames s'installa brièvement à Northfield, dans le Minnesota, où il rejoignit son père et son frère dans leur minoterie. En septembre 1876, pendant qu'il résidait là-bas, Jesse James et son gang constitué d'anciens guérilleros des États Confédérés braquèrent la banque de la ville, surtout parce qu'Ames et le controversé Major général Benjamin Butler y avaient investi, mais leur tentative de vol échoua.
Ensuite, Ames se rendit à New York, puis s'installa plus tard à Tewksbury, dans le Massachusetts, où il devint cadre dans une minoterie. Il avait également d'autres intérêts commerciaux dans la ville voisine de Lowell.
En 1898, il fut nommé brigadier général des soldats volontaires lors de la guerre hispano-américaine et combattit à Cuba. Plusieurs années plus tard, il abandonna ses activités commerciales à Lowell. Pendant cette période, Ames correspondit beaucoup avec l'historien James Wilford Garner (en). Dans sa thèse, ce dernier considérait la Reconstruction comme « peu judicieuse » mais absolvait Ames de corruption personnelle.
La veuve d'Ames fit une compilation des lettres qu'elle échangeait avec lui. Elles parurent sous le nom de Chroniques du XIXe siècle (Chronicles from the Nineteenth Century) et furent publiées en 1957 après la mort de cette dernière, survenue en 1939.
Ames mourut en 1933 à l'âge de 97 ans dans sa résidence d'hiver située à Ormond Beach, en Floride, près de la propriété de John Davison Rockefeller. À sa mort, Ames était le dernier survivant des généraux qui avaient servi pendant la Guerre de Sécession. Il est enterré à Lowell dans le cimetière familial des Hildreth (connu sous le nom de Hildreth Cemetery) -il s'agit de la famille de sa belle-mère Sarah Hildreth Butler- derrière le cimetière principal sur Hildreth Street. Reposent à ses côtés sa femme Blanche Ames, leurs six enfants, les épouses de son fils Butler ainsi qu'Edith, la fille de ce dernier.

## Une descendance notable
Sa fille Blanche Ames Ames (en) (qui avait épousé un membre d'une autre famille Ames) était une célèbre suffragette mais était aussi inventrice, artiste et écrivain. Le château dont elle fit les plans puis qu'elle construisit par la suite fait maintenant partie de Borderland State Park (en), un parc du Massachusetts.
Son fils Adelbert Ames, Jr. (en) était un scientifique notable.
Son fils Butler Ames était un homme d'affaires et un homme politique qui représenta l'État du Massachusetts au Congrès pendant dix ans.
Adelbert Ames était aussi l'arrière-grand-père de George Plimpton. John Fitzgerald Kennedy, par l'intermédiaire de George Plimpton, est indirectement responsable d'une biographie complète du Général Ames. Dans un ouvrage intitulé Profiles in Courage, dans un portrait dépeignant le Sénateur du Mississippi Lucius Quintus Cincinnatus Lamar (en), Kennedy s'appuya sur des textes historiques datant de l'époque des lois Jim Crow pour dresser un portrait bref mais accablant de l'administration Ames dans l'État du Mississippi.
Sa fille Blanche Ames, un personnage influent de l'État du Massachusetts, bombarda de lettres le sénateur d'alors se plaignant du portrait effectué et continua même son flot de reproches après l'entrée de Kennedy à la Maison Blanche. Le Président Kennedy se tourna alors vers son ami Plimpton pour dire à Blanche, qui était la grand-mère de Plimpton, qu'elle était en train de « s'ingérer dans les affaires de l'État ».
Elle eut pour réaction d'écrire en 1964 son propre livre sur son père. Depuis la publication de l'ouvrage Profiles in Courage, l'opinion historique a changé et Ames, dans son rôle d'homme politique du Mississippi, est considéré d'une manière beaucoup plus positive.

## En sa mémoire
Sur la tombe d'Ames, une plaque en guise de médaille d'honneur lui fut dédiée lors d'une cérémonie honorant le 191e anniversaire de Benjamin Butler. Cette cérémonie eut lieu au cimetière familial des Hildreth le 1er novembre 2009, seule période de l'année où ce lieu est ouvert au public.

## Dans la culture populaire
Dans l'adaptation du film Gods and Generals de Jeff Shaara, Matt Letscher fit le portrait du général Ames.
Il est aussi un personnage du roman Gettysburg écrit par Newt Gingrich et William R. Forstchen, roman écrit selon les principes de l'uchronie. Enfin, il est le personnage central de l'œuvre historique de Nicholas Lehmann, Redemption.

## Source
- (en) Cet article est partiellement ou en totalité issu de l’article de Wikipédia en anglais intitulé « Adelbert Ames » (voir la liste des auteurs).
- (en)  Cet article contient du texte publié par le United States Army Center of Military History dont le contenu se trouve dans le domaine public.